# Hugo van Zuylen van Nijevelt

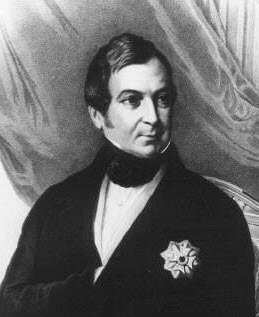

Hugo Baron van Zuylen van Nijevelt (* 7. Juli 1781 in Rotterdam; † 18. März 1853 in Den Haag) war ein niederländischer Diplomat und Minister.
Er war konservativer Aristokrat und wuchs in der Batavischen Republik als Sohn des Rotterdamer Regenten Hugo de Groot auf. Diplomatisch tätig war er sowohl in Paris, als auch in Madrid und der Türkei. Nach seiner Rückkehr aus der Türkei wurde er zum Außenminister ernannt.